# Дракула Неразказан
Дракула Неразказан (на английски: Dracula Untold) е ирландско-американски фентъзи епичен филм от 2014 г., режисиран от Гари Шор, което е негов режисьорски дебют, по сценарий на Мат Сазама и Бърк Шарплес.
Филмът не се базира на романа на ирландския писател Брам Стокър от 1897 г., а създава оригинална история за своя герой княз Дракула, като интерпретира историята на Влад Цепеш. Люк Евънс играе главната роля, а Сара Гадон, Доминик Купър, Арт Паркинсън и Чарлс Данс играят в поддържащи роли. Основното филмиране започва на 5 август 2013 г. в Северна Ирландия. Universal Pictures пускат филма на 10 октомври 2014 г. по кината и на IMAX.

## Сюжет
Внимание:  Текстът по-долу разкрива сюжета на произведението (или части от него)!
През Късното средновековие Влад Цепеш (Люк Евънс) е княз на Трансилвания. Като дете той е изпратен като военнопленник в Османската империя и е обучаван за еничарин, но в крайна сметка успява да избяга. Вече като възрастен той става войвода на Трансилвания и всячески се опитва да спре турското настъпление към земите си. По време на разузнавателна мисия в подножието на Карпатите Влад и неговите войници откриват турски шлем в поток и приемат това като знак, че турски разузнавателен отряд е навлязъл в трансилванска територия. Те следват потока до пещера високо в планината, където са нападнати от вампир. Докато мъжете му биват убити, Влад избягва от пещерата и излиза на слънчева светлина, където вампирът не може да го последва.
На следващия ден Влад празнува Великден със съпругата си Мирена (Сара Гадон), сина си Ингерас (Арт Паркинсън) и поданиците си в Замъка Дракула. Турският разузнавателен отряд пристига неочаквано и, тъй като Трансилвания е трибутарна територия на Османската империя, Влад им дава обичайния дан от сребърни монети, но те също изискват 1000 момчета за еничари. Влад отказва това искане, но неговата армия е малка и неефективна и поради това турците не се отказват от искането си. Влад се обръща към турския султан Мехмед II (Доминик Купър), който в отговор заплашва да поведе война срещу Трансилвания, ако не му се дадат момчетата. В отчаяние Влад се връща в пещерата в планините и иска от вампира (Чарлс Данс) помощ за да може да отбранява хората си. Вампирът му предлага да пие от череп с неговата кръв, което ще превърне Влад временно във вампир. Той обяснява, че това проклятие ще продължи само три дни и ако Влад успее да се въздържи да не пие кръв през това време, ще стане отново човек, но предупреждава, че ако той пие кръв преди края на третия ден, ще остане вампир вечно. Влад приема предложението и изпива кръвта на вампира.
Събуждайки се в гората след това, Влад открива, че има по-остри сетива, по-голяма сила и способност да се превръща в ято прилепи вампири, но кожата му бавно изгаря под директна слънчева светлина. Когато се връща в замъка Дракула, турската войска напада, но Влад сам избива всички войници с новите си способности и оставя един войник жив, за да предаде съобщение на Мехмед. След това той изпраща повечето от поданиците на замъка в манастира Козия, който се намира на ръба на планина. По време на пътуването Мирена научава за проклятието на Влад, но приема, че той ще възвърне смъртността си щом турците бъдат победени. Когато се приближават до манастира, трансилванците попадат в засада на турски войници и докато Влад и неговите мъже успешно ги отблъскват, внезапно увеличената сила на Влад предизвиква подозрение сред поданиците му. На следващия ден един монах научава за проклятието и води трансилванците да се обърнат срещу Влад, затваряйки го в горяща сграда. Черен пушек закрива слънцето, което позволява на Влад да избяга от огъня и той гневно разкрива, че е станал вампир единствено за да може да защити хората си от турците.
През тази нощ турската войска тръгва към манастира. Влад командва огромен рояк прилепи, за да ги отблъсне, но войниците всъщност са заблуждаваща цел, която позволява на няколко турци да се промъкнат в манастира и да убият трансилванците в него. Мирена се опитва да защити Ингерас от турците, но пада от ръба на манастира, загивайки в ръцете на Влад, който се опитва да я спаси, и Ингерас е отведен. Преди да умре Мирена убеждава Влад да пие от нейната кръв, за да спаси сина им, което той се съгласява да направи. Сега трайно вампир, Влад се връща в манастира и превръща неколцината оцелели също във вампири. В турския лагер Мехмед се подготвя за масивно нашествие в Европа. Вампирите на Влад пристигат и избиват войниците, докато Влад отива при Мехмед, който държи Ингъръс като пленник. Знаейки, че вампирите са отслабени от сребро, Мехмед е изсипал на пода на палатката си сребърни монети и се бие срещу Влад със сребърен меч. Той взема надмощие над Влад и се подготвя да промуши сърцето му с дървен кол, но Влад се превръща в ято прилепи и се измъква, убива Мехмед и пие от кръвта му.
Като напускат палатката на Мехмед, Дракула и Ингерас са нападнати от другите вампири, които искат кръвта на Ингерас. Монахът (Пол Кей), който преди това бе повел трансилванците срещу Влад задържа вампирите с християнски кръст. Дракула заповядва на монаха да отведе Ингъръс, след което използва силата си, за да изчисти черните облаци от небето. Слънчевата светлина изгаря вампирите на прах, а Дракула пада като обгорен труп. Като Европа е спасена от нашествието, Ингерас е коронован за новия принц на Трансилвания, а Влад Цепеш се предполага че е мъртъв.
В настоящето Влад се среща с жена на име Мина (която прилича на Мирена) на пазар и те споделят разговор за поезията. Вампирът, който е проклел Влад, ги гледа отдалеч и очаквайки това, което е планирал за Дракула в бъдещето, казва „Нека игрите започнат.“

## Актьорски състав
| Актьор        | Роля                  |
| ------------- | --------------------- |
| Люк Евънс     | Влад Цепеш            |
| Сара Гадон    | Мирена                |
| Арт Паркинсън | Ингерас               |
| Доминик Купър | Мехмед II             |
| Пол Кей       | монах                 |
| Чарлс Данс    | господар на вампирите |
| Уилям Хоустън | Казан                 |
| Зак Мак Говън | Шкелгим               |

## Продукция
Всеки, който отива на филма, очаквайки филм на ужасите, ще бъде горчиво разочарован. За мен това беше разказване на история. Аз се опитвах да разкажа добра драма, която има екшън-приключенски елементи в нея.
На 25 април 2013 г., The Hollywood Reporter потвърждава, че Universal са обявили, че филмът ще бъдат издаден на 8 август 2014 г. На 20 май 2013, първия министър на Северна Ирландия Питър Робинсън и заместник първия министър Мартин МакГинес обявяат, че Universal ще снимат филма Dracula през август в Северна Ирландия. На 29 август 2013, Variety публикува новината, че Legendary Pictures смятат да съфинансират филма. Участието на Legendary е потвърдено през май 2014 г.

### Кастинг
На 25 януари 2010 г. е обявено, че Сам Уортингтън е в преговори да играе Влад Цепеш, а филмът е зададен за издаване през 2011 г. На 19 август 2010 Уортингтън е потвърден като звездата във филма. На 10 февруари 2012 Deadline.com потвърждава, че Universal са приключили споразумението с Уортингтън. На 8 април 2013 актьорът Люк Евънс се присъединява към състава, вземайки мястото на Уортингтън за ролята на Влад Цепеш, човекът, превърнал се в митологичния Дракула. На 2 май 2013 Сара Гадон се присъединява към състава за партниране с Евънс. На 8 май Variety.com обявява, че Доминик Купър е в преговори за присъединяване към състава. На 26 юли Саманта Баркс се присъединява към състава, за да играе героиня от източноевропейските приказки, баба Яга, красива млада жена, която се трансформира в дива вещица; нейните сцени са по-късно изрязани от филма. След това Арт Паркинсън се присъединява към състава за ролята на Ингерас, сина на Дракула. На Чарли Кокс първоначално е дадена ролята на Господаря на вампирите, но той е сменен от Чарлс Данс и сцените на Господаря на вампирите са снимани повторно.

### Филмиране
На 20 май 2013 Universal потвърждава, че снимките ще се състоят в Северна Ирландия от август до ноември 2013. Снимането на филма официално започва на 5 август 2013, започвайки в Роу Вали Кънтри Парк в СИ. Продукционната компания получава разрешително за два дни на снимане в парка, 5 и 6 август. Други сцени са заснети из цяла Северна Ирландия.
През септември 2014 Евънс разкрива, че всеки ден след работа е бил обучаван от каскадьорите и е ял пилешко, говеждо, риба и свежи зеленчуциа, за да се подготви за снимките на филма.

## Продължение
На 2 октомври 2014 изпълнителният продуцент Алиса Филипс разкрива на премиерата на филма за Обединеното кралство, че филмът може да има продължение.